# Tudulinna
Tudulinna era un comune rurale dell'Estonia nord-orientale, nella contea di Ida-Virumaa. Il centro amministrativo del comune era l'omonimo borgo (in estone alevik).
Nel 2017 il comune si è fuso con Alajõe, Iisaku, Illuka e Mäetaguse  nel nuovo comune di Alutaguse.

## Località
Oltre al capoluogo, il comune comprende 9 località (in estone küla):
Kellassaare, Lemmaku, Oonurme, Peressaare, Pikati, Rannapungerja, Roostoja, Sahargu, Tagajõe.